# Медаль «За відвагу» (Російська Федерація)
Медаль «За відвагу» (рос. медаль «За отвагу») — державна нагорода Російської Федерації.

## Історія нагороди
- Указом Президії Верховної Ради Російської Федерації № 2424-I від 2 березня 1992 року «Про державні нагороди Російської Федерації»[1] було постановлено вважати можливим використовувати в Російській Федерації для нагородження ряд орденів і медалей колишнього Союзу РСР, у тому числі і медаль «За відвагу», привівши їх статути, положення та описи у відповідність із державною символікою Російської Федерації. Указ був затверджений 20 березня 1992 року Постановою Верховної Ради Російської Федерації № 2557-I.[2]
- 2 березня 1994 року указом Президента Російської Федерації Б. Н. Єльцина «Про державні нагороди Російської Федерації»[3] був заснований ряд державних нагород — орденів, медалей та відзнак, серед яких медаль «За відвагу».
- Указом Президента Російської Федерації від 7 вересня 2010 року № 1099 «Про заходи щодо вдосконалення державної нагородної системи Російської Федерації»[4] затверджені нині діючі положення та опис медалі.

## Положення про медаль
1. Медаллю «За відвагу» нагороджуються військовослужбовці, а також співробітники органів внутрішніх справ Російської Федерації, Державної протипожежної служби Міністерства Російської Федерації у справах цивільної оборони, надзвичайних ситуацій і ліквідації наслідків стихійних лих та інші громадяни за особисту мужність і відвагу, проявлені:
- у боях при захисті Вітчизни і державних інтересів Російської Федерації;
- при виконанні спеціальних завдань із забезпечення державної безпеки Російської Федерації;
- при захисті державного кордону Російської Федерації;
- під час виконання військового, службового чи громадського обов'язку, захисту конституційних прав громадян і за інших обставин, пов'язаних з ризиком для життя.

2. Нагородження медаллю «За відвагу» може бути проведено посмертно.

### Порядок носіння
- Медаль «За відвагу» носиться на лівій стороні грудей і за наявності інших медалей Російської Федерації розташовується після медалі ордена «За заслуги перед Вітчизною».
- При носінні на форменому одязі стрічки медалі «За відвагу» на планці вона розташовується після стрічки медалі ордена «За заслуги перед Вітчизною».

## Опис медалі
- Медаль «За відвагу» зі срібла. Вона має форму кола діаметром 34 мм з опуклим бортиком з обох сторін.
- На лицьовій стороні медалі, у верхній частині, зображені три літаки, що летять. Нижче літаків — напис в два рядки: «ЗА ОТВАГУ», під яким зображено танк. Всі зображення на медалі рельєфні, напис втиснутий, покритий червоною емаллю.
- На зворотному боці — номер медалі.
- Медаль за допомогою вушка і кільця з'єднується з п'ятикутною колодкою, обтягнутою шовковою, муаровою стрічкою сірого кольору з двома синіми смужками уздовж країв. Ширина стрічки — 24 мм, ширина смужок — 2 мм.
- При носінні на форменому одязі стрічки медалі «За відвагу» використовується планка висотою 8 мм, ширина стрічки — 24 мм.

## Особливості нагородження
Згідно із загальним положенням щодо державних нагород Російської Федерації, повторне нагородження однією й тією ж державною нагородою не проводиться, за винятком нагородження однойменною державною нагородою вищого ступеня, а також нагородження орденом Мужності, медаллю «За відвагу» та медаллю «За порятунок гинучих» за здійснення подвигу, виявлені мужність, сміливість і відвагу.